# Estación General Urquiza
General Urquiza es una estación ferroviaria ubicada en el barrio porteño homónimo, Ciudad de Buenos Aires, Argentina.

## Servicios
Es una estación intermedia del servicio eléctrico metropolitano del Ferrocarril General Bartolomé Mitre, que se presta entre las estaciones Retiro y José León Suárez.

## Ubicación e Infraestructura
Se encuentra ubicada en las calles Monroe y Bauness. Desde ella puede realizarse el trasbordo con la estación Juan Manuel de Rosas de la Línea B de subte.

## Historia
Fue inaugurada el 13 de abril de 1889 y denominada Las Catalinas. En 1901 la zona dónde estaba emplazada pasó a llamarse Villa Urquiza en honor al expresidente de la Confederación Argentina, por lo que al año siguiente la estación recibió el nombre Gral. Urquiza.